# يستري (كامبريدجشير)
يستري (بالإنجليزية: Eastrea)‏ هي قرية تقع في المملكة المتحدة في إنجلترا.